# De geschiedenis van de witte gibbon
De geschiedenis van de witte gibbon is een volksverhaal uit China.

## Het verhaal
Tijdens de regeerperiode van Datong (535-545) van de Liang-dynastie moest Lin Qin de zuidelijke gebieden straffen. Bij Guilin versloeg hij Li Shigu en Chen Che en Ouyang He plunderde onder zijn commande de streek tot aan Pingluo en bracht orde. De echtgenote van He is erg mooi en hij krijgt de raad haar altijd te bewaken. Ze wordt in een binnenkamer opgesloten en tien slavinnen bewaken haar. 's Nachts bij de vijfde wake is He's echtgenote verdwenen. Niemand snapt hoe ze naar buiten is gegaan en He zweert niet zonder haar te vertrekken. Hij laat het leger halt houden en trekt elke dag in de vier richtingen. Na een maand vindt hij op een bosje dwergbamboes een geborduurd schoentje van zijn echtgenote.
De dertig dapperste mannen krijgen proviand en slapen op de rotsen en eten in het veld. Na tien dagen zien zij in het zuiden een berg, deze wordt door een beek omspoeld. Ze maken een vlot en steken de beek over en horen gelach en zien een domein op zichzelf, ontstegen aan het stof en van de wereld afgesloten. Bij de oostpoort staan tientallen vrouwen en ze zingen en lachen en lopen in en uit. Hij vertelt wat er is gebeurd en hoort dat zijn echtgenote ziek in bed ligt. Hij gaat de poort binnen – de deuren zijn van hout –, en ziet damasten matrassen. Zijn echtgenote ligt op een stenen bank en gebaart hem te vertrekken.
De andere vrouwen zeggen dat ze hier al tientallen jaren zijn, het is de woonplaats van een goddelijk wezen. He moet terugkeren met twee vaten van de beste wijn en tien honden voor de slacht en tientallen rollen henneptouw. De vrouwen zullen het wezen doden en na tien dagen keert He terug. De vrouwen verstoppen He in de voorraadschuur en de wijn staat onder de heesters. 's Middags komt het wezen met een sprong aan en gaat de grot binnen. Een kerel met volle baard, in het wit gekleed en met een staf in de hand komt naar buiten. Hij ziet de honden, springt erop af en scheurt ze aan stukken waarna hij ze uitzuigt. Hij wordt dronken van de wijn en de handen en voeten worden vastgebonden met het henneptouw. Normaal gesproken gebruiken de vrouwen zijde.
Als het wezen de mannen ziet, bliksemen zijn ogen. He steekt het wezen onder zijn navel en de aap slaakt een diepe zucht. De Hemel doodt het wezen en hij zegt nog dat de vrouw van He al zwanger is. Haar zoon mag niet gedood worden en na dit gezegd hebbende, sterft het wezen. De schatkamer wordt doorzocht en dertig vrouwen vertellen dat een vrouw werd weggebracht als haar schoonheid afnam. De witte gibbon leest elke dag houten latjes en bergt ze onder een stenen plaat. Op heldere dagen voert hij een zwaarddans uit en bliksems vliegen in het rond.
Hij eet graag en als de dag voorbij is, verdwijnt hij. Tegen de avond is hij steeds weer thuis en dat is zijn vaste regel. 's Nachts bezoekt hij de vrouwen en doet de hele ronde zonder te slapen. Hij is schrander, maar heeft het uiterlijk van een aap. Op een dag zegt hij door een berggod te zijn aangeklaagd en wil de goden om hulp vragen. Er is brand uitgebroken onder de stenen plaat en de lattenboeken zijn verloren gegaan. Hij is duizend jaar geworden zonder zoon te krijgen en hij kijkt naar de vrouwen. Hij verzamelt de schatten en de vrouwen en keert terug. Enkele vrouwen wisten nog waar ze oorspronkelijk woonden.
De echtgenote van He bevalt van een zoon en later werd He door keizer Wu van de Chen-dynastie terechtgesteld. Jiang Chong bemint de zoon van He en deze ontkomt aan het onheil en wordt een uitstekend kalligraaf.

## Achtergronden
- Het verhaal werd beschouwd als werk uit de vroege zevende eeuw. Aangenomen wordt dat het geschreven is om de zoon van Ouang He (538-570) belachelijk te maken. Ouang Xun was bijzonder lelijk. Tegenwoordig neigt men ertoe het verhaal een eeuw te verplaatsen.
- Verhalen over mensachtige wezens die vrouwen roven, maar zich laten vangen als ze dronken zijn komen vaak voor. De woonplaats is opgeschoven naar ontoegankelijk gebied. Men spreekt tegenwoordig wel van de verschrikkelijke sneeuwman, vaak ook met witte vacht. Ook Hanuman wordt beschreven als witte aap.
- Houten latjes werden gebruikt om teksten over te brengen, zoals de Bamboe-annalen.